# Alfred Sproede
Alfred Sproede (* 5. Januar 1951 in Wiesbaden) ist deutscher Slawist.

## Leben
Nach dem Studium (1969–1976) der Slavistik, Romanistik, Philosophie und Geschichte in Frankfurt am Main, Paris und Konstanz, dem Staatsexamen 1976, der Promotion 1982 in Slavistik an der Universität Konstanz und der Habilitation 1993 an der Universität Fribourg (venia legendi für Allgemeine, vergleichende und slavistische Literaturwissenschaft) war er seit 1995 Ordinarius am Slavisch-Baltischen Seminar der Universität Münster (Lehrstuhl für Ost- und westslavische Literaturen).
Seine Forschungsschwerpunkte sind Kulturen und Literaturen Ostmitteleuropas (Ukraine, Polen, Litauen) von der imperial-russischen Ära bis zur Gegenwart, Renaissance und Humanismus in Polen und Böhmen, komparatistische Forschungen zu Unterhaltungstheater und Komödie in Osteuropa und osteuropäische, speziell russische, Rechts- und Sozialphilosophie.

## Schriften (Auswahl)
- Roman et Utopie. “Čevengur” d’Andrej Platonov dans le contexte littéraire et philosophique. Konstanz 1982, OCLC 1070229682.
- mit Werner Krawietz (Hg.): Gewohnheitsrecht – Rechtsprinzipien – Rechtsbewusstsein. Transformationen der Rechtskultur in West- und Osteuropa. Interdisziplinäres Symposion 2004 an der Universität Münster. Berlin 2004, ISBN 3-428-12086-8.